# 3257 Hanzlík
3257 Hanzlík è un asteroide della fascia principale. Scoperto nel 1982, presenta un'orbita caratterizzata da un semiasse maggiore pari a 2,2505676 UA e da un'eccentricità di 0,1698515, inclinata di 5,55708° rispetto all'eclittica.
L'asteroide è dedicato al meteorologo ceco Stanislav Hanzlík. 